# Black Eyes (T-ara)
Black Eyes è il terzo EP del gruppo musicale sudcoreano T-ara, pubblicato nel 2011 dall'etichetta discografica Core Contents Media insieme a LOEN Entertainment. L'EP è stato poi ristampato, con il titolo Funky Town, il 3 gennaio 2012.

## Il disco
Inizialmente, l'EP sarebbe dovuto uscire il 18 novembre 2011, ma fu pubblicato una settimana prima per via dell'attesa dei fan riguardo alla title track "Cry Cry".
La ristampa dell'EP, intitolata Funky Town, fu pubblicata il 3 gennaio 2012 con il brano "Lovey-Dovey" come nuova title track. Shinsadong Tiger, autore del pezzo, rivelò in un'intervista che Junhyung dei Beast gli diede suggerimenti e idee durante la composizione. Per la canzone, furono prodotti tre video musicali dei cinque previsti: il primo è la continuazione della drama ver. di "Cry Cry", il secondo è la zombie ver., e il terzo vede il gruppo viaggiare per le strade di Tokyo, in Giappone. I rimanenti due furono destinati per la versione giapponese. Fu rivelato che inizialmente le T-ara avrebbero dovuto promuovere "Lovey-Dovey" a novembre 2011, in contemporanea con "Cry Cry", ma poiché i due pezzi hanno un concetto completamente diverso, fu scelto di iniziare le promozioni di "Lovey-Dovey" una volta finite quelle di "Cry Cry". La canzone, che fu in generale ben accolta, ricevette un all-kill nelle maggiori classifiche principali musicali Melon, Bugs, Naver e Olleh, ottenne il primo posto nella Gaon singles chart, e vinse premi nei programmi televisivi M! Countdown, Music Bank, Show! Music Core e Inkigayo. "Lovey-Dovey" rimase tre settimane in cima alle classifiche e sette settimane nella top 10. A maggio 2012, "Lovey-Dovey" raggiunse oltre 3,5 milioni di vendite digitali nella sola Corea del Sud; a fine anno il brano fu scaricato più di 3.700.000 volte.

## Tracce
1. Cry Cry – 3:18 (testo: Kim Tae Hyun, Cho Young Soo, Ahn Young Min – musica: Kim Tae Hyun, Cho Young Soo)
2. Goodbye, OK – 3:05 (testo: Ahn Young Min – musica: Ahn Young Min, Lee Yoo Jin)
3. O My God – 4:06 (Choi Kyu Sung)
4. I'm So Bad – 3:12 (testo: Ahn Young Min – musica: Kim Tae Hyun, Cho Young Soo)
5. Cry Cry (Ballad Ver.) – 3:18 (testo: Kim Tae Hyun, Cho Young Soo, Ahn Young Min – musica: Kim Tae Hyun, Cho Young Soo)
6. Cry Cry (Ballad Music Video Ver.) – 3:13 (testo: Kim Tae Hyun, Cho Young Soo, Ahn Young Min – musica: Kim Tae Hyun, Cho Young Soo)

Tracce della ristampa, Funky Town:
1. Lovey-Dovey – 3:35 (Shinsadong Tiger, Choi Gyu Sung)
2. We Were in Love (우리 사랑했잖아) (feat. Davichi) – 3:35 (testo: K-Smith – musica: Choo Young Soo)
3. Lovey-Dovey (Club Remix Ver.) – 3:47 (Shinsadong Tiger, Choi Gyu Sung)
4. Cry Cry – 3:18
5. Goodbye, OK – 3:05
6. O My God – 4:06
7. I'm So Bad – 3:12
8. Cry Cry (Ballad Ver.) – 3:18

## Formazione
- Boram – voce, rapper
- Qri – voce
- Soyeon – voce
- Eunjung – voce, rapper
- Hyomin – voce, rapper
- Jiyeon – voce
- Hwayoung – rapper

## Classifiche
| Classifica (2011) | Posizione massima |
| ----------------- | ----------------- |
| Corea del Sud     | 2                 |